# Campeonato Asiático de Atletismo de 2013 - Revezamento 4x400 m masculino
A prova dos 4 x 400 metros estafetas masculino do Campeonato Asiático de Atletismo de 2013 foi disputada no dia 7 de julho de 2013 no Shree Shiv Chhatrapati Sports Complex em Pune, na Índia. 

## Recordes
Antes desta competição, os recordes mundiais e do campeonato nesta prova eram os seguintes:
|                       | Nome                                                        | Nacionalidade  | Tempo     | Local     | Data                 |
| --------------------- | ----------------------------------------------------------- | -------------- | --------- | --------- | -------------------- |
| Recorde mundial       | Andrew Valmon, Quincy Watts Butch Reynolds, Michael Johnson | Estados Unidos | 2m 54s 29 | Estugarda | 22 de agosto de 1993 |
| Recorde do campeonato | Kenji Tabata, Jun Osakada Shunji Karube, Masayoshi Kan      | Japão          | 3m 02s 61 | Fukuoka   | 1998                 |
| Recorde asiático      | Shigekazu Omori, Jun Osakada Koji Ito, Shunji Karube        | Japão          | 3m 00s 76 | Atlanta   | 3 de agosto de 1996  |

Os seguintes recordes foram estabelecidos durante esta competição:
| Data       | Evento | Atletas                                                               | Nacionalidade  | Tempo     | Notas                 |
| ---------- | ------ | --------------------------------------------------------------------- | -------------- | --------- | --------------------- |
| 7 de julho | Final  | Ismail Al-Sabiani, Fahhad Al-Subaie Mohammed Al-Bishi, Yousef Masrahi | Arábia Saudita | 3m 02s 53 | Recorde do campeonato |

## Medalhistas
| Ouro                                                                                       | Prata                                                                        | Bronze                                                                                                 |
| Arábia Saudita · Ismail Al-Sabiani · Fahhad Al-Subaie · Mohammed Al-Bishi · Yousef Masrahi | Japão · Yusuke Ishitsuka · Kazuya Watanabe · Yuzo Kanemaru · Hideyuki Hirose | Sri Lanka · Chanaka Dulan Priyashantha · Kasun Seneviratne · Dilhan Aloka · Anjana Madushan Gunarathna |

## Cronograma
Todos os horários são locais (UTC+5:30).
| Data       | Hora  | Evento |
| ---------- | ----- | ------ |
| 7 de julho | 18:20 | Final  |

## Final
A final da prova ocorreu dia 7 de julho às 18:20.
| Posição           | Nacionalidade  | Atletas                                                                                 | Tempo   | Notas                 |
| ----------------- | -------------- | --------------------------------------------------------------------------------------- | ------- | --------------------- |
| Medalha de ouro   | Arábia Saudita | Ismail Al-Sabiani, Fahhad Al-Subaie, Mohammed Al-Bishi, Yousef Masrahi                  | 3:02.53 | Recorde do campeonato |
| Medalha de prata  | Japão          | Yusuke Ishitsuka, Kazuya Watanabe, Yuzo Kanemaru, Hideyuki Hirose                       | 3:04.46 |                       |
| Medalha de bronze | Sri Lanka      | Chanaka Dulan Priyashantha, Kasun Seneviratne, Dilhan Aloka, Anjana Madushan Gunarathna | 3:04.46 |                       |
| 4                 | Índia          | Davinder Singh, Kunhu Muhammed Puthanpurakkal, Sachin Roby, Arokia Rajiv                | 3:06.01 |                       |
| 5                 | Filipinas      | Bano Junrey, Julius Felicisimo Jr., Alejan Edgardo Jr., Archand Christian Bagsit        | 3:10.86 |                       |
| 6                 | Tailândia      | Arnon Jaiaree, Thanakorn Namee, Treenate Krittanukulwong, Saharat Summayan              | 3:14.08 |                       |
| 7                 | Hong Kong      | Leung King Hung, Choi Ho Sing, Chan Ka Chun, Chan Yan Lam                               | 3:14.34 |                       |
| 8                 | Maldivas       |                                                                                         | DNS     |                       |

Legenda
| Recorde mundial       | Recorde mundial (World record)               |                       | Recorde africano                      | Recorde africano (African) |                                           | Q | Classificado por posição (Qualified) |
| Recorde do campeonato | Recorde do campeonato (Championship record)  | Recorde da América    | Recorde da América (Americas)         | q                          | Classificado por melhor tempo (Qualified) |   |                                      |
| Melhor marca do ano   | Melhor marca do ano (World leading)          | Recorde asiático      | Recorde asiático (Asian)              | DNS                        | Não largou (Did not start)                |   |                                      |
| Recorde nacional      | Recorde nacional (National record)           | Recorde europeu       | Recorde europeu (European)            | DNF                        | Não terminou (Did not finish)             |   |                                      |
| Recorde pessoal       | Recorde pessoal do atleta (Personal best)    | Recorde da Oceania    | Recorde da Oceania (Oceania)          | DSQ / DQ                   | Desclassificado (Disqualified)            |   |                                      |
| Recorde da temporada  | Recorde da temporada do atleta (Season best) | Recorde sul-americano | Recorde sul-americano (South America) | NM                         | Sem marca (No mark)                       |   |                                      |